# Neratovice
Neratovice (niem. Neratowitz) − miasto w Czechach, w kraju środkowoczeskim. Według danych z 31 grudnia 2003 powierzchnia miasta wynosiła 2 002 ha, a liczba jego mieszkańców 16 247 osób.

## Historia
Pierwsza wzmianka o miejscowości w r. 1227.

## Gospodarka
W mieście rozwinął się przemysł maszynowy, elektrotechniczny, odzieżowy, skórzany, wyrobów z tworzyw sztucznych, drzewny, papierniczy, poligraficzny oraz spożywczy.
W mieście jest stacja kolejowa Neratovice.

## Zabytki
- XVII-wieczny gotycki kościół św. Wojciecha;
- Zamek Lobkovice
- pomnik Franciszka Palacky'ego, czeskiego historyka, polityka, współtwórcy i głównego propagatora austroslawizmu[4].

## Demografia
| Rok             | 1970  | 1980   | 1991   | 2001   | 2003   |
| --------------- | ----- | ------ | ------ | ------ | ------ |
| Liczba ludności | 8 982 | 15 025 | 15 685 | 16 318 | 16 427 |

Źródło: Czeski Urząd Statystyczny